# Agnieszka Bogusławówna
Agnieszka Bogusławówna (ur. w okr. 1381–1388, zm. przed 1430?) – żona Konrada (Starszego), pana von Tannrode na Straußfurcie (Turyngia); córka Bogusława VI, księcia wołogoskiego i rugijskiego oraz Judyty (Juty).

## Rodzina
W starszej literaturze przedmiotu można spotkać się z poglądem, że księżniczka była wcześniej wydana za Baltazara, pana na Werle–Güstrow (T. Kantzow, R. Klempin, A. Hofmeister). Mariaż ten jest odrzucany przez współczesnych genealogów, którzy jednocześnie skłaniają się do uznania ewentualnego narzeczeństwa (E. Rymar). 
Wiadomo, że Agnieszka była małżonką Konrada (Starszego), pana von Tannrode na Straußfurcie, syna Konrada i Irmingardy, hrabianki Honstein–Klettenberg. Z tego związku pochodziło dwoje dzieci, tj.
- Konrad (ur. po okr. 1397–1400 (?), zm. ?) – kanonik koloński,
- Elżbieta (ur. ?, zm. ?) – przełożona klasztoru w Herse[1].

### Genealogia
| Barnim IV Dobry ur. w okr. 1319–1320 zm. 22 VIII 1365 | Barnim IV Dobry ur. w okr. 1319–1320 zm. 22 VIII 1365 |                                              |                                              | Zofia ur. w okr. 1324–1325 zm. zap. 5 IX 1364 | Zofia ur. w okr. 1324–1325 zm. zap. 5 IX 1364 |  |  | Eryk II ur. ? zm. 1368 | Eryk II ur. ? zm. 1368 |                                                        |                                                        | Agnieszka holsztyńska ur. ? zm. 1387 | Agnieszka holsztyńska ur. ? zm. 1387 |
|                                                       |                                                       |                                              |                                              |                                               |                                               |  |  |                        |                        |                                                        |                                                        |                                      |                                      |
|                                                       |                                                       |                                              |                                              |                                               |                                               |  |  |                        |                        |                                                        |                                                        |                                      |                                      |
|                                                       |                                                       | Bogusław VI ur. 1354 lub 1356 zm. 7 III 1393 | Bogusław VI ur. 1354 lub 1356 zm. 7 III 1393 |                                               |                                               |  |  |                        |                        | Judyta (Juta) ur. przed 10 VIII 1360 zm. po 11 XI 1388 | Judyta (Juta) ur. przed 10 VIII 1360 zm. po 11 XI 1388 |                                      |                                      |
|                                                       |                                                       |                                              |                                              |                                               |                                               |  |  |                        |                        |                                                        |                                                        |                                      |                                      |
|                                                       |                                                       |                                              |                                              |                                               |                                               |  |  |                        |                        |                                                        |                                                        |                                      |                                      |
|                                                       |                                                       |                                              |                                              |                                               |                                               |  |  |                        |                        |                                                        |                                                        |                                      |                                      |

|                      |                      | Konrad (Starszy) ur. ? zm. 1433? OO w okr. 1397–1400 (?) | Konrad (Starszy) ur. ? zm. 1433? OO w okr. 1397–1400 (?) | Agnieszka Bogusławówna (ur. w okr. 1381–1388, zm. przed 1430?) | Agnieszka Bogusławówna (ur. w okr. 1381–1388, zm. przed 1430?) |  |  |  |  |
|                      |                      |                                                          |                                                          |                                                                |                                                                |  |  |  |  |
|                      |                      |                                                          |                                                          |                                                                |                                                                |  |  |  |  |
|                      |                      |                                                          |                                                          |                                                                |                                                                |  |  |  |  |
| Elżbieta ur. ? zm. ? | Elżbieta ur. ? zm. ? | Konrad ur. po 1397–1400 (?) zm. ?                        | Konrad ur. po 1397–1400 (?) zm. ?                        |                                                                |                                                                |  |  |  |  |